# Hydaticus dintelmanni
Hydaticus dintelmanni – gatunek wodnego chrząszcza z rodziny pływakowatych i podrodziny Dytiscinae.
Gatunek ten opisany został w 2005 roku przez Michaela Balke i współpracowników na podstawie 5 okazów odłowionych w 1979 roku.
Chrząszcz o ciele długości od 16 do 17,2 mm i szerokości od 8,5 do 8,8 mm, w obrysie dość podługowato-owalnym. Wierzch ciała ma powierzchnię dwojako punktowaną i z siateczkowatą mikrorzeźbą o strukturze plastra miodu. Oczka mikrorzeźby na głowie są dwukrotnie większe niż mniejsze punkty i dwa razy mniejsze od większych punktów. Głowa jest czarniawa z ciemnopomarańczowymi łatami, przedplecze ciemnopomarańczowe z ciemniejszym znakiem środkowym, a pokrywy ciemnopomarańczowe z ciemnym cętkowaniem. Samca wyróżnia edeagus z boczno-dystalnymi różkami środkowego płata dłuższymi i smuklejszymi niż u przypuszczalnie siostrzanego H. okalehubyi.
Owad endemiczny dla Papui-Nowej Gwinei, znany tylko z Onerunki w prowincji Eastern Highlands.